# Захаров Кирило Сергійович
Кири́ло Сергі́йович Заха́ров — український військовослужбовець, полковник Збройних сил України, учасник російсько-української війни. Кавалер ордена «За мужність» III ступеня (2022).

## Життєпис
Станом на 2021 рік — начальник служби повітряної вогневої і тактичної підготовки — старший інспектор-льотчик управління армійської авіації командування підготовки Командування Сухопутних військ Збройних сил України повітряно-вогневої тактичної підготовки, управління армійської авіації України.
Учасник шести миротворчих місій ООН. Чотири в Ліберію і дві в Республіку Конго.

## Нагороди
- орден «За мужність» III ступеня (9 квітня 2022) — за особисту мужність і самовіддані дії, виявлені у захисті державного суверенітету та територіальної цілісності України, вірність військовій присязі[2].